# 陈烟桥
陈烟桥（1911年—1970年），原名陈希荣，笔名李雾城，男，广东东莞人，中国版画家，曾任中国美术家协会理事，第三届全国人大代表。